# HD 169305
HD 169305，又名BD+49 2782，SAO 47417、HR 6891，是一颗恒星，视星等为5.05，位于銀經77.27，銀緯24.87，其B1900.0坐标为赤經18h 18m 59.1s，赤緯+49° 24.87′ 15″。